# Manfred Moelgg
Manfred Moelgg nació el 3 de junio de 1982 en Bruneck (Italia), es un esquiador que ha ganado 3 Medallas en el Campeonato del Mundo (1 de plata y 2 de bronce), 1 Copa del Mundo en disciplina de Eslalon y 3 victorias en la Copa del Mundo de Esquí Alpino (con un total de 20 podiums).

## Resultados

### Juegos Olímpicos de Invierno
- 2010 en Vancouver, Canadá
  - Eslalon: 7.º
  - Eslalon Gigante: 22.º

### Campeonatos Mundiales
- 2005 en Bormio, Italia
  - Eslalon Gigante: 13.º
- 2007 en Åre, Suecia
  - Eslalon: 2.º
  - Eslalon Gigante: 19.º
- 2009 en Val d'Isère, Francia
  - Eslalon Gigante: 12.º
- 2011 en Garmisch-Partenkirchen, Alemania
  - Eslalon: 3.º
  - Eslalon Gigante: 17.º
- 2013 en Schladming, Austria
  - Eslalon Gigante: 3.º
- 2015 en Vail/Beaver Creek, Estados Unidos
  - Eslalon: 11.º

### Copa del Mundo

#### Clasificación general Copa del Mundo
- 2003-2004: 27.º
- 2004-2005: 19.º
- 2005-2006: 56.º
- 2006-2007: 18.º
- 2007-2008: 4.º
- 2008-2009: 17.º
- 2009-2010: 14.º
- 2010-2011: 19.º
- 2011-2012: 41.º
- 2012-2013: 7.º
- 2013-2014: 17.º
- 2014-2015: 81.º
- 2015-2016: 33.º

#### Clasificación por disciplinas (Top-10)
- 2003-2004:
  - Eslalon: 9.º
- 2004-2005:
  - Eslalon: 8.º
- 2006-2007:
  - Eslalon: 5.º
  - Eslalon Gigante: 10.º
- 2007-2008:
  - Eslalon: 1.º
  - Eslalon Gigante: 3.º
- 2008-2009:
  - Eslalon: 6.º
- 2010-2011:
  - Eslalon: 6.º
- 2012-2013:
  - Eslalon Gigante: 4.º
  - Eslalon: 5.º
- 2013-2014:
  - Eslalon: 10.º

#### Victorias en la Copa del Mundo (3)

##### Eslalon (3)
| Fecha                | Lugar                  |
| -------------------- | ---------------------- |
| 9 de marzo de 2008   | Kranjska Gora          |
| 1 de febrero de 2009 | Garmisch-Partenkirchen |
| 5 de enero de 2017   | Zagreb                 |